# Sleepwalker
Sleepwalker is een album van de Britse rockband The Kinks uit 1977.

## Tracks
- "Life on the Road"
- "Mr. Big Man"
- "Sleepwalker"
- "Brother"
- "Juke Box Music"
- "Sleepless Night"
- "Stormy Sky"
- "Full Moon"
- "Life Goes On"

Opnamen: juli t/m december 1977.
Mick Avory · Dave Davies · Ray Davies

John Dalton · Gordon Edwards · Ian Gibbons · John Gosling · Bob Henrit · Andy Pyle · Pete Quaife · Jim Rodford